# Olympische Sommerspiele 2008/Rudern – Achter (Männer)
Der Ruderwettbewerb im Achter der Männer bei den Olympischen Spielen 2008 in Peking wurde vom 9. bis zum 17. August 2008 auf dem Olympischen Ruder- und Kanupark Shunyi ausgetragen. 72 Athleten in 8 Booten traten an.
Die Ruderregatta, die über 2000 Meter ausgetragen wurde, begann mit zwei Vorläufen. Die Boote auf Platz 1 qualifizierten sich direkt für das Finale, die anderen mussten in den Hoffnungslauf. Hier qualifizierten sich die ersten vier Boote für das Finale, die übrigen traten im Finale B zur Ermittlung der Plätze 7 und 8 an.
Die jeweils qualifizierten Boote sind hellgrün unterlegt.

## Titelträger
| Olympiasieger | Vereinigte Staaten Ruderer: Jason Read, Wyatt Allen, Christian Ahrens, Joseph Hansen Matt Deakin, Daniel Beery, Beau Hoopman, Bryan Volpenhein Steuermann: Pete Cipollone | Athen 2004   |
| Weltmeister   | Kanada Ruderer: Kevin Light, Ben Rutledge, Andrew Byrnes, Jake Wetzel Malcolm Howard, Dominic Seiterle, Adam Kreek, Kyle Hamilton Steuermann: Brian Price                 | München 2007 |

## Vorläufe
11. August 2008

### Vorlauf 1
| Platz | Nation      | Athleten | Steuermann         | Zeit (min) |
| ----- | ----------- | --- | ------------------ | ---------- |
| 1     | Kanada      | Kevin Light, Ben Rutledge, Andrew Byrnes, Jake Wetzel Malcolm Howard, Dominic Seiterle, Adam Kreek, Kyle Hamilton                               | Brian Price        | 5:27,69    |
| 2     | Polen       | Sebastian Kosiorek, Michał Stawowski, Patryk Brzeziński, Sławomir Kruszkowski Rafał Hejmej, Marcin Brzeziński, Wojciech Gutorski, Mikołaj Burda | Daniel Trojanowski | 5:34,95    |
| 3     | Niederlande | Olivier Siegelaar, Rogier Blink, Meindert Klem, Jozef Klaassen David Kuiper, Mitchel Steenman, Olaf van Andel, Diederik Simon                   | Peter Wiersum      | 5:40,43    |
| 4     | Australien  | David Dennis, Samuel Loch, James Chapman, Tom Laurich Jeremy Stevenson, James Tomkins, Samuel Conrad, Stephen Stewart                           | Marty Rabjohns     | 6:55,59    |

### Vorlauf 2
| Platz | Nation             | Athleten | Steuermann        | Zeit (min) |
| ----- | ------------------ | --- | ----------------- | ---------- |
| 1     | Großbritannien     | Alex Partridge, Tom Stallard, Tom Lucy, Richard Egington Josh West, Alastair Heathcote, Matt Langridge, Colin Smith               | Acer Nethercott   | 5:25,89    |
| 2     | Vereinigte Staaten | Beau Hoopman, Matthew Schnobrich, Micah Boyd, Wyatt Allen Daniel Walsh, Steven Coppola, Joshua Inman, Bryan Volpenhein            | Marcus McElhenney | 5:29,60    |
| 3     | China              | Qu Xiaoming, Wang Jingfeng, Liu Zhen, He Yi Zheng Chuanqi, Zhou Yinan, Zhang Yongqiang, Wang Xiangdang                            | Zhang Dechang     | 5:35,09    |
| 4     | Deutschland        | Florian Eichner, Sebastian Schmidt, Matthias Flach, Philipp Naruhn Jochen Urban, Florian Mennigen, Kristof Wilke, Andreas Penkner | Peter Thiede      | 5:37,56    |

## Hoffnungslauf
12. August 2008
| Platz | Nation             | Athleten | Steuermann         | Zeit (min) |
| ----- | ------------------ | --- | ------------------ | ---------- |
| 1     | Vereinigte Staaten | Beau Hoopman, Matthew Schnobrich, Micah Boyd, Wyatt Allen Daniel Walsh, Steven Coppola, Joshua Inman, Bryan Volpenhein                          | Marcus McElhenney  | 5:38,95    |
| 2     | Australien         | David Dennis, Samuel Loch, James Chapman, Tom Laurich Jeremy Stevenson, James Tomkins, Samuel Conrad, Stephen Stewart                           | Marty Rabjohns     | 5:40,31    |
| 3     | Niederlande        | Meindert Klem, Rogier Blink, Reinder Lubbers, Jozef Klaassen David Kuiper, Mitchel Steenman, Olaf van Andel, Diederik Simon                     | Peter Wiersum      | 5:42,62    |
| 4     | Polen              | Sebastian Kosiorek, Michał Stawowski, Patryk Brzeziński, Sławomir Kruszkowski Rafał Hejmej, Marcin Brzeziński, Wojciech Gutorski, Mikołaj Burda | Daniel Trojanowski | 5:42,92    |
| 5     | China              | Qu Xiaoming, Wang Jingfeng, Liu Zhen, He Yi Zheng Chuanqi, Zhou Yinan, Zhang Yongqiang, Wang Xiangdang                                          | Zhang Dechang      | 5:42,97    |
| 6     | Deutschland        | Florian Eichner, Sebastian Schmidt, Matthias Flach, Philipp Naruhn Jochen Urban, Florian Mennigen, Kristof Wilke, Andreas Penkner               | Peter Thiede       | 5:47,05    |

## Finale

### B-Finale
16. August 2008, 8:20 Uhr MESZ

Anmerkung: zur Ermittlung der Plätze 7 bis 8
| Platz | Nation      | Athleten | Steuermann    | Zeit (min) |
| ----- | ----------- | --- | ------------- | ---------- |
| 7     | China       | Qu Xiaoming, Wang Jingfeng, Liu Zhen, Zhang Shunyin Zheng Chuanqi, Zhou Yinan, Zhang Yongqiang, Wang Xiangdang                    | Zhang Dechang | 5:34,59    |
| 8     | Deutschland | Florian Eichner, Sebastian Schmidt, Matthias Flach, Philipp Naruhn Jörg Lehnigk, Florian Mennigen, Kristof Wilke, Andreas Penkner | Peter Thiede  | 5:36,89    |

### A-Finale
17. August 2008, 10:30 Uhr MESZ

Anmerkung: zur Ermittlung der Plätze 1 bis 6
| Platz | Nation             | Athleten | Steuermann         | Zeit (min) |
| ----- | ------------------ | --- | ------------------ | ---------- |
| 1     | Kanada             | Kevin Light, Ben Rutledge, Andrew Byrnes, Jake Wetzel Malcolm Howard, Dominic Seiterle, Adam Kreek, Kyle Hamilton                               | Brian Price        | 5:23,89    |
| 2     | Großbritannien     | Alex Partridge, Tom Stallard, Tom Lucy, Richard Egington Josh West, Alastair Heathcote, Matt Langridge, Colin Smith                             | Acer Nethercott    | 5:25,11    |
| 3     | Vereinigte Staaten | Beau Hoopman, Matthew Schnobrich, Micah Boyd, Wyatt Allen Daniel Walsh, Steven Coppola, Joshua Inman, Bryan Volpenhein                          | Marcus McElhenney  | 5:25,34    |
| 4     | Niederlande        | Meindert Klem, Rogier Blink, Olivier Siegelaar, Jozef Klaassen David Kuiper, Mitchel Steenman, Olaf van Andel, Diederik Simon                   | Peter Wiersum      | 5:29,26    |
| 5     | Polen              | Sebastian Kosiorek, Michał Stawowski, Patryk Brzeziński, Sławomir Kruszkowski Wojciech Gutorski, Marcin Brzeziński, Rafał Hejmej, Mikołaj Burda | Daniel Trojanowski | 5:31,42    |
| 6     | Australien         | David Dennis, Samuel Loch, James Chapman, Tom Laurich Jeremy Stevenson, James Tomkins, Samuel Conrad, Stephen Stewart                           | Marty Rabjohns     | 5:35,10    |